# Hualien
Hualien (in cinese 花蓮市T, HuāliánshìP, Hua-lien shihW; Hoa-liân-chhīPOJ) è la capitale della Contea di Hualien, situata nell'isola di Taiwan. La città si trova sulla costa orientale dell'isola, affacciata sull'Oceano Pacifico.

## Storia
Secondo i Documenti della Contea di Hualien (花蓮縣志), il nome originale della città era Kilai (in cinese 奇萊T, JīláiP, Chi-laiW; Kî-lâiPOJ; in giapponese hiragana: きらい?). Tuttavia, in giapponese la parola kilai, pronunciata kirai, aveva un significato simile a "disgustoso" (嫌い), quindi durante la dominazione nipponica di Taiwan il nome fu cambiato in Karen (花蓮; in giapponese かれん?). 
Solo dopo la Seconda guerra mondiale, il Kuomintang della Repubblica di Cina traspose i kanji giapponesi 花蓮 nella pronuncia cinese, trasformando il nome in Hualien.
I primi documenti ufficiali dell'area risalgono al 1622, quando vi giunsero gli spagnoli per tentare di estrarvi l'oro. Insediamenti permanenti nella città sono registrati sin dal 1851, quando un gruppo di 2.200 cinesi Han provenienti dalla contea di Yilan e guidati da Huang A-fong (黃阿鳳) vi si trasferirono. Nel 1875, sempre più contadini provenienti dalla contea di Yilan, questa volta guidati da Lin Cang-an (林蒼安), si trasferirono nella zona di Fengchuan. Pochi decenni più tardi la popolazione dell'insediamento fu decimata, a causa della Prima guerra sino-giapponese (1894-1895), quando la contea insieme a tutta l'isola di Taiwan fu ceduta ai giapponesi.
Nel 1912 circa, la città fu espansa con l'annessione dei villaggi di Guohua e Guoan, area che avrebbe preso il nome di Porto Vecchio e Nuovo (舊新港). Intorno al 1923, la città annesse anche il Porto Aolang (鯉浪港), conosciuto oggi come Porto Nuovo (新港), che includeva i villaggi di Guowei e Guoji.
Il 3 aprile 2024 la città è stata colpita da un terremoto di magnitudo locale 7,4 con epicentro a 18 km dalla città, alla profondità di 34,8 km, che ha causato numerosi crolli e vittime. 

## Suddivisioni
La città presenta 45 villaggi-frazioni (里), raggruppati in sei unioni più grandi (聯合里):
1. Prima unione: Minyun (民運), Minle (民樂), Minsiang (民享), Minyi (民意), Minsin (民心), Minli (民立), Minle (民德), Minjheng (民政), Mincin (民勤), Minsiao (民孝)
2. Seconda unione: Minsheng (民生), Mincyuan (民權), Minzu (民族), Minyou (民有), Minjhu (民主), Minjhih (民治)
3. Terza unione: Jhuji (主計), Jhuyi (主義), Jhusin (主信), Jhucin (主勤), Jhushang (主商), Jhugong (主工)
4. Quarta unione: Jhusyue (主學), Jhucyuan (主權), Jhunong (主農), Jhuhe (主和), Jhuli (主力), Jhuhe (主安), Jhumu (主睦)
5. Quinta unione: Guofong (國風), Guofang (國防), Guojhi (國治), Guoguang (國光), Guohuen (國魂), Guo-an (國安), Guowei (國威), Guohua (國華), Guolian (國聯), Guosheng (國盛)
6. Sesta unione: Guofu (國富), Guoyu (國裕), Guoching (國慶), Guochiang (國強), Guofu (國福), Guosing (國興)

Nel 2002, furono aggiunti i nuovi villaggi di Guosheng, Guosing, Minsiao e Minjhu.

## Infrastrutture e trasporti
La città di Hualien è raggiungibile via treno dalle principali stazioni ferroviarie di Taiwan, e vi si fermano le linee Taroko Express e Tzu-Chiang della Taiwan Railway Administration.
Solo recentemente, l'amministrazione ha provveduto a rinnovare l'aeroporto commerciale di Hualien, dal quale partono ed arrivano voli nazionali ed internazionali. Esso, inoltre, è il punto di partenza ed arrivo degli aerei turistici utilizzati per visitare il Parco Nazionale Taroko.
Per quanto riguarda tragitti automobilistici, a Hualien passa l'Autostrada Nazionale No. 5 (Superstrada Memoriale di Chiang Wei-shui), che inizia a Taipei e finisce a Su-ao, e proprio a Hualien essa si collega con l'Autostrada Provinciale No. 9 (Autostrada Provinciale Su-hua), che va da Su-ao a Hualien.

Provenendo dalla zona centrale dell'isola, vi è l'Autostrada Central Cross-Island, mentre dalla Taiwan meridionale vi giunge l'Autostrada Provinciale No. 9 (Autostrada South-Link).
Per quanto riguarda servizio di corriera, la città utilizza una propria linea di autobus con capolinea alla Stazione Ferroviaria di Hualien, che fornisce servizi verso il centro della città e le altre città principali di Taiwan, oltre che viaggi verso destinazioni turistiche e naturalistiche anche di Taitung.

## Società

### Evoluzione demografica
A Hualien risiedono diversi popoli di aborigeni taiwanesi, tra i quali i maggiori sono i Truku gli Amis, gli Atayal ed i Bunun.

## Geografia fisica

### Clima
- Temperatura estiva: 25-32 °C (77 – 90 °F)
- Temperatura invernale: 15-21 °C (59 – 70 °F)
- Temperatura media annuale: 24 °C (75 °F)
- Precipitazioni medie: approssimativamente 2000 mm
- Stagione dei tifoni: approssimativamente da giugno a settembre, da due o più tifoni l'anno si abbattono sulla regione.

## Istruzione
Nella città vi sono tre università, 12 scuole secondarie, quattro scuole medie, 16 scuole elementari, 37 chiese e 31 templi. Tra le università, da ricordare sono l'Università Buddhista Tzu Chi ed il National Dong Hwa University Meilun Campus.

## Strutture mediche
- Centro medico Tzu Chi di Hualien (primo centro medico della Taiwan orientale)
- Ospedale cristiano Mennonite, su hwln.doh.gov.tw. URL consultato il 2 febbraio 2010 (archiviato dall'url originale il 29 aprile 2009).
- Ospedale di Hualien, Dipartimento della Salute, Yuan Esecutivo, su mch.org.tw. URL consultato il 2 febbraio 2010 (archiviato dall'url originale il 17 ottobre 2006).

## Attrazioni turistiche
- Area Scenica della Costa Chishingtarn[2]
- Parco della Spiaggia Nord (Parco Bei Bin)[3]
- Mercato del pesce di Hualien[4]
- Parco della Spiaggia Sud e mercato notturno (Parco Nan Bin)
- Mercato notturno Tzu Chiang
- Parco montano Mei Lun[5]
- Giardino dei Pini[6]
- Museo della scultura[7]
- Strada Culturale dello Shopping della Vecchia Ferrovia[8]
- Strada artificiale delle rocce
- Sala del Pensiero Fermo (Jing-Si Hall) della Fondazione Buddhista Tzu Chi per il Sollievo e la Compassione

## Amministrazione

### Gemellaggi
- Ulsan, Corea del Sud (1982)
- Yonaguni, Ryūkyū, Giappone (1982)
- Albuquerque, Stati Uniti (1983)
- Bellevue, Stati Uniti (1984)
- Oudtshoorn, Sudafrica (1985)